# Schlacht bei Jarnac

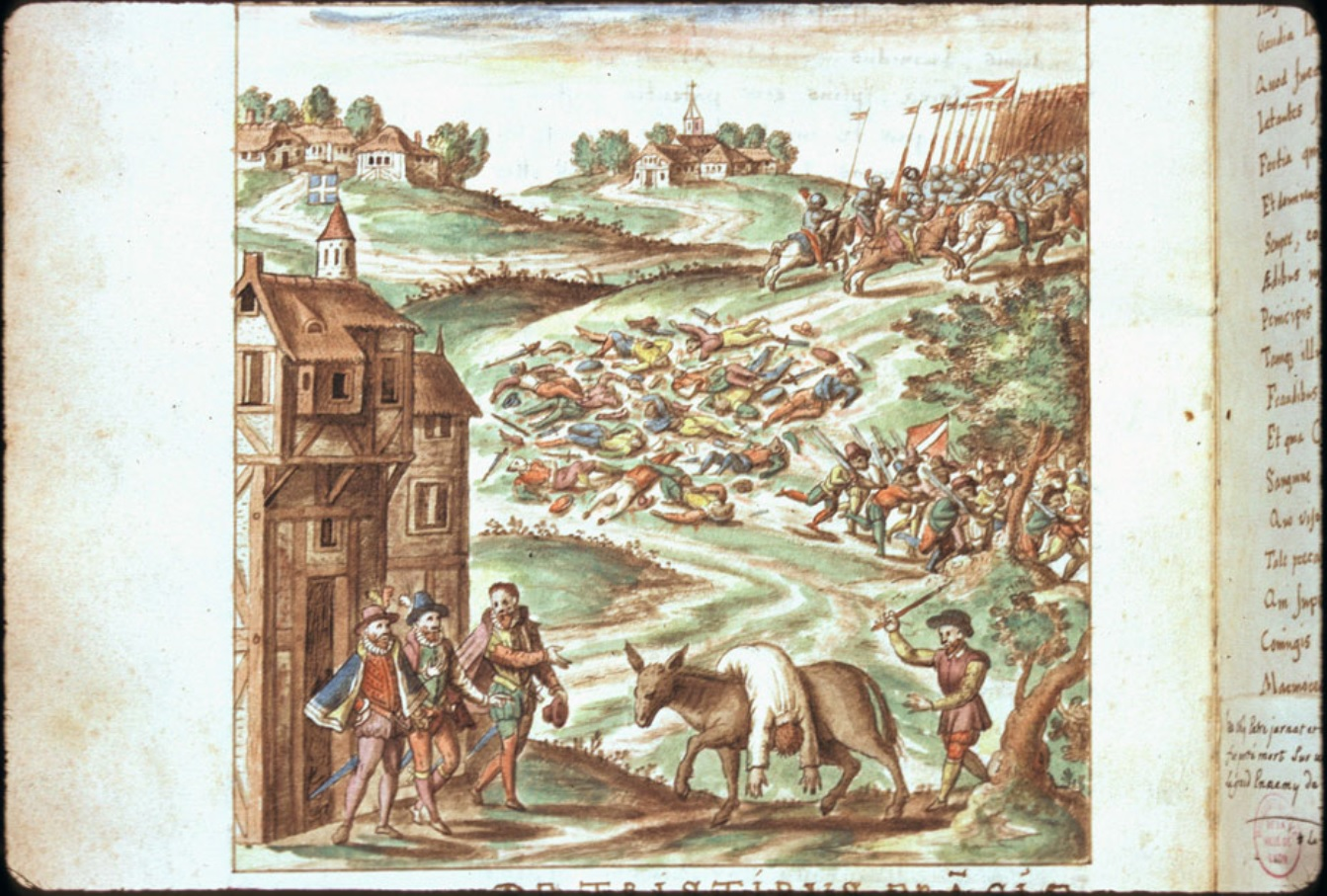
Die Schlacht bei Jarnac. Im Vordergrund der tote Condé auf einem Esel, rechts die unterlegenen Protestanten (als Häretiker und „Affen des Teufels“ dargestellt) auf der Flucht. Bilderhandschrift Carmen de tristibus Galliae, 1577, Stadtbibliothek Lyon, ms 0156, folio 16 verso

In der Schlacht bei Jarnac vom 13. März 1569 standen sich innerhalb des Dritten Hugenottenkriegs die protestantische Armee unter Louis I. de Bourbon, prince de Condé und die königliche Armee unter Henri, duc d’Anjou und Gaspard de Saulx, seigneur de Tavannes in der Nähe von Jarnac in der Charente gegenüber. Das Treffen blieb vor allem durch den Tod Condés in Erinnerung.

## Vorgeschichte
Der vorzeitige Tod des Königs Franz II. 1560 brachte seinen Bruder Karl IX. auf den Thron Frankreichs. Kaum war der junge Souverän unter der Regentschaft seiner Mutter Caterina de’ Medici auf den Thron gesetzt, brachen im Königreich Frankreich Bürgerkriege aus.
Mit dem Haus Guise auf der einen Seite, Condé und Heinrich von Navarra auf der anderen, erhoben sich überall die Anhänger der Reformation. Erst nach unzähligen Auseinandersetzungen wurde der Zweite Hugenottenkrieg am 23. März 1568 durch den Frieden von Longjumeau offiziell beendet.
Der Friede war jedoch nicht von Dauer. Städte weigerten sich, sich der königlichen Autorität zu unterwerfen, vor allem La Rochelle, das die Garnison unter Guy I. Chabot, Baron de Jarnac, nicht in ihren Mauern haben wollte, ebenso wenig, dass die Katholiken ihre Güter und Ämter zurückerhielten. Condé wiederum sah in der religiösen Kriegsführung nur eine Karrieremöglichkeit. Die nicht demobilisierten Streitkräfte der beiden Parteien konzentrierten sich in der Mitte Frankreichs zwischen Anjou, Limousin, Guyenne und Atlantik.

## Feldzug vor der Schlacht
Nachdem Caterina de’ Medici am 29. Juli 1568 die beiden Hugenottenführer Condé und Coligny gefangen nehmen wollte (Condé aus der Burg Noyers-sur-Serein, Coligny aus der Burg Tanlay, beide in Burgund), flüchteten sie nach La Rochelle, was die Stadt zu einem Kampfplatz der Hugenottenkrieg machte.
Der Dritte Hugenottenkrieg brach aus, als Condé am 25. August 1568 ein Manifest veröffentlichte. Henri d'Anjou war zum Lieutenant-général des Königreichs mit dem Auftrag ernannt worden, die Hugenotten zu besiegen, seine Armee wurde von provenzalischen Truppen des Grafen von Tenda, Reîtres des Rheingrafen, des Markgrafen Philibert von Baden und Bassompierres
Am 26. Oktober 1568 überraschte die königliche Armee die provenzalischen Hugenotten in Mensignac bei Périgord. Dringend, die hugenottischen Streitkräfte Condés und Colignys entscheidend zu besiegen, wurde, als im Anfang 1569 von Osten Wolfgang von Pfalz-Zweibrücken und Wilhelm von Oranien mit ihren Reîtres nach Frankreich eindrangen.

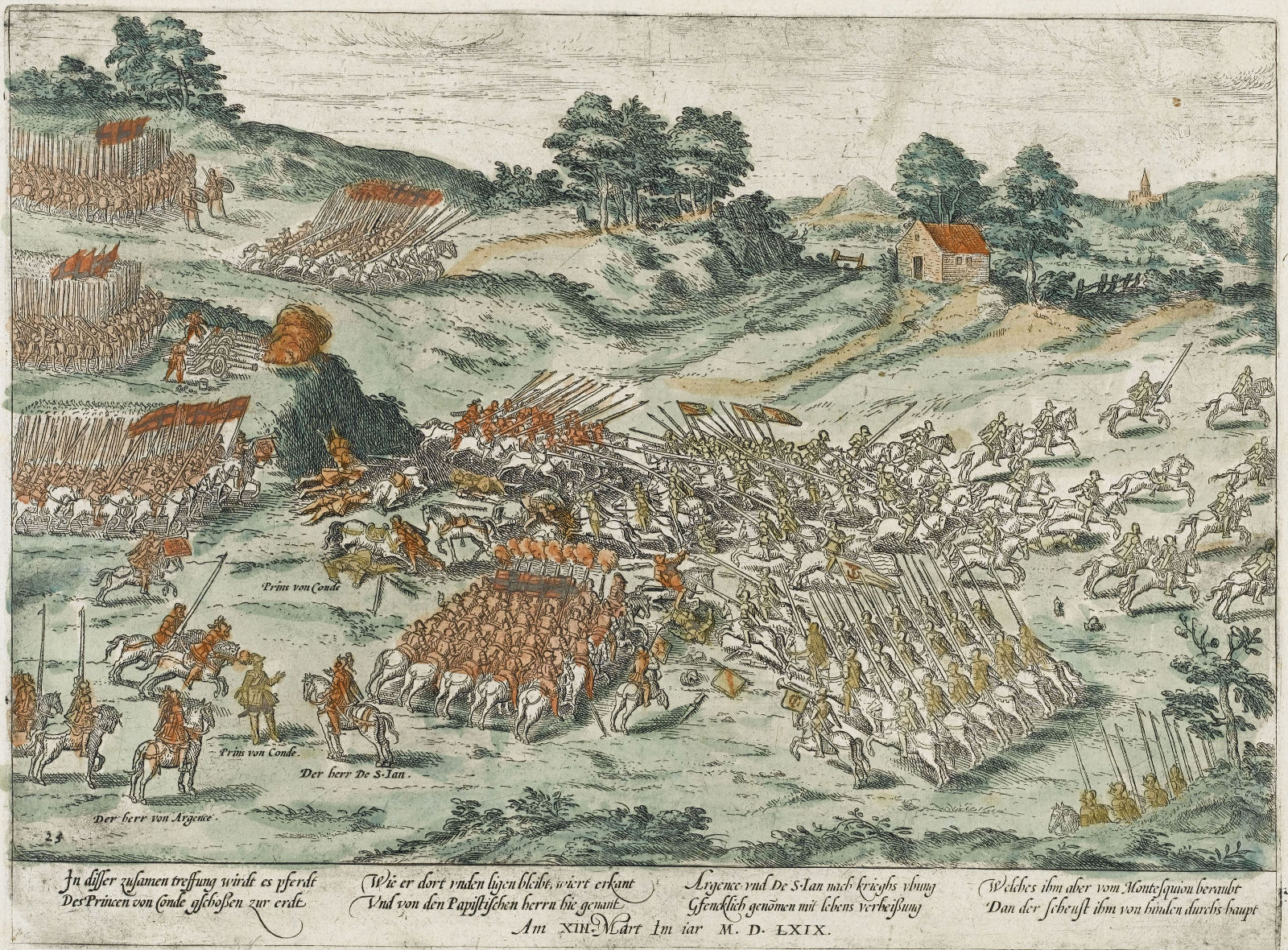
Gravur zur Schlacht bei Jarnac, Anonym, 16. Jahrhundert

## Die Schlacht
Die Protestanten hatten die Charente als ihre Verteidigungslinie eingerichtet. Am 10. März gelang es dann dem Herzog von Anjou, Châteauneuf am südlichen Ufer zu erobern. Die königlichen Kundschafter erreichten auf Befehl von Guise das eine halbe Tagesreise westlich gelegene Jarnac am nördlichen Ufer, die protestantische Vorhut das eine weitere halbe Tagesreise westlich am südlichen Ufer liegende Cognac. Nachdem sie sich entdeckt hatten, besetzten die Hugenotten Jarnac, die Königlichen zogen sich am linken Ufer zurück.
Während der Nacht ließ der Herzog von Anjou die Brücke von Châteauneuf verstärken und wechselte hinüber auf das rechte Flussufer. Der überraschte Coligny bemühte sich drei Stunden lang, seine zerstreuten Kräfte zu sammeln. Die Königlichen nahmen den Ort Bassac (rechtes Ufer auf halber Strecke zwischen Châteauneuf und Jarnac) ein, Coligny ließ ihn durch seinen Sohn Andelot zurückerobern, der sich dann aber vor dem Rheingrafen und tausend Arkebusieren nach Triac im Nordwesten zurückziehen musste. Coligny setzte Condé und dessen Kavallerie ein, widerrief den Befehl aber, was den Adressaten aber nicht mehr erreichte. Mit 300 Mann stürzten sie sich auf die gegnerische Armee, Condé wurde durch 800 Lanzierer von der Flanke aus angegriffen und war bald von allen Seiten umzingelt. Seine Truppen wurden dezimiert und er selbst wurde von Joseph-François de Montesquiou, dem Hauptmann der Wachen des Herzogs von Anjou, mit einer Pistole in den Nacken ermordet, als er sich bereits ergeben hatte.
Die hugenottische Infanterie und Artillerie, die sich an der Schlacht nicht beteiligt hatten, zogen sich auf Cognac zurück.

## Folgen
Der Tod Condés traf die Hugenotten mehr als die Niederlage. Andererseits hatte der Sieg nicht den Erfolg, auf den die Katholiken hoffen konnten, weil Admiral Coligny einen Teil des Schlachtfeldes hielt und auf dem Rückzug die 6000 Männer rettete, die in Jarnac geblieben waren und zum Kern einer neuen Armee wurden.
Dennoch waren die Katholiken nicht unzufrieden. Ihre wiederhergestellte Armee hatte sich gerade bewährt: Seit der Belagerung von Orléans im Februar 1563 hatte sie sich nicht mehr so gut gehalten. Darüber hinaus wurde Henri d‘Anjou in Frankreich und an allen (katholischen) europäischen Höfen nun als Held und militärisches Genie gefeiert.
Wolfgang von Pfalz-Zweibrücken erreichte seine Verbündeten zu spät; er erkrankte und starb am 11. Juni 1569 im Feldlager in Nexon.
Der katholische Sieg in der Schlacht bei Moncontour am 3. Oktober des gleichen Jahres war gegenüber Jarnac wesentlich bedeutsamer.